# Diadematidae
Diadematidae Gray, 1855 è una famiglia di ricci di mare, unica famiglia dell'ordine Diadematoida.

## Tassonomia
Comprende i seguenti generi:
- Astropyga (Gray, 1825)
- Australidiadema Smith & Crame, 2012 †
- Centrostephanus (Peters, 1855)
- Chaetodiadema Mortensen, 1903
- Diadema Gray, 1825
- Echinothrix Peters, 1853
- Eodiadema Duncan, 1889 †
- Eremopyga Agassiz & Clark, 1908
- Goniodiadema Mortensen, 1939
- Leptodiadema Agassiz & Clark, 1907
- Lissodiadema Mortensen, 1903
- Palaeodiadema Pomel, 1887 †

## Alcune specie

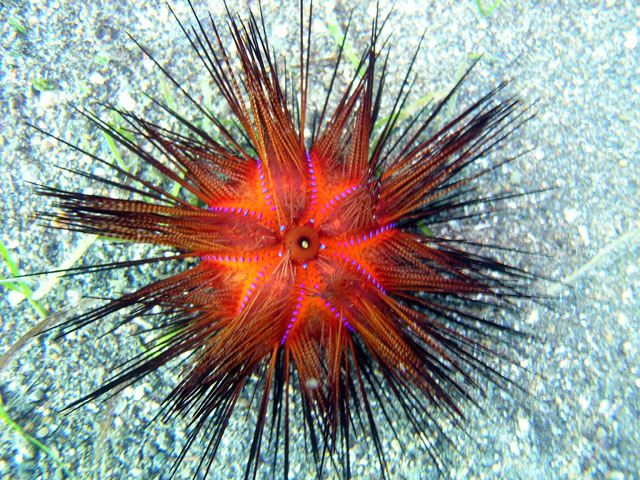
Astropyga radiata.
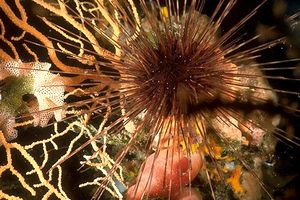
Centrostephanus longispinus.
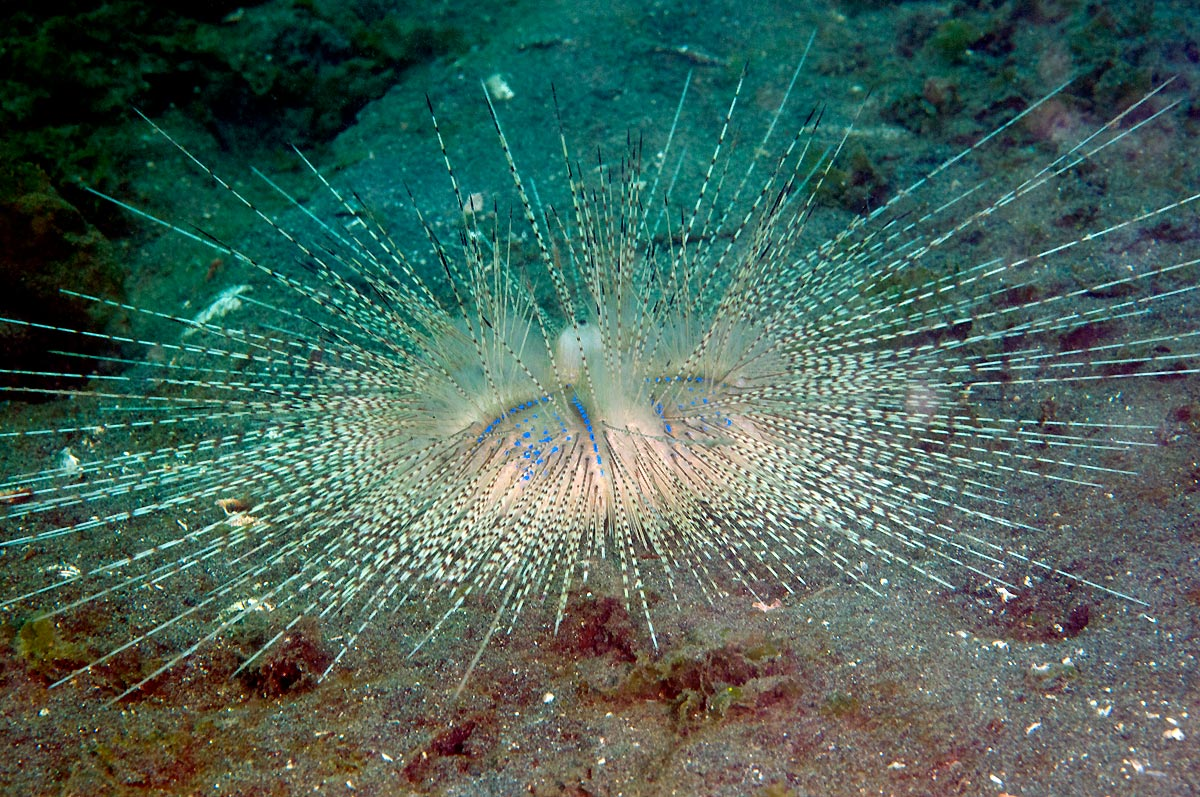
Chaetodiadema granulatum
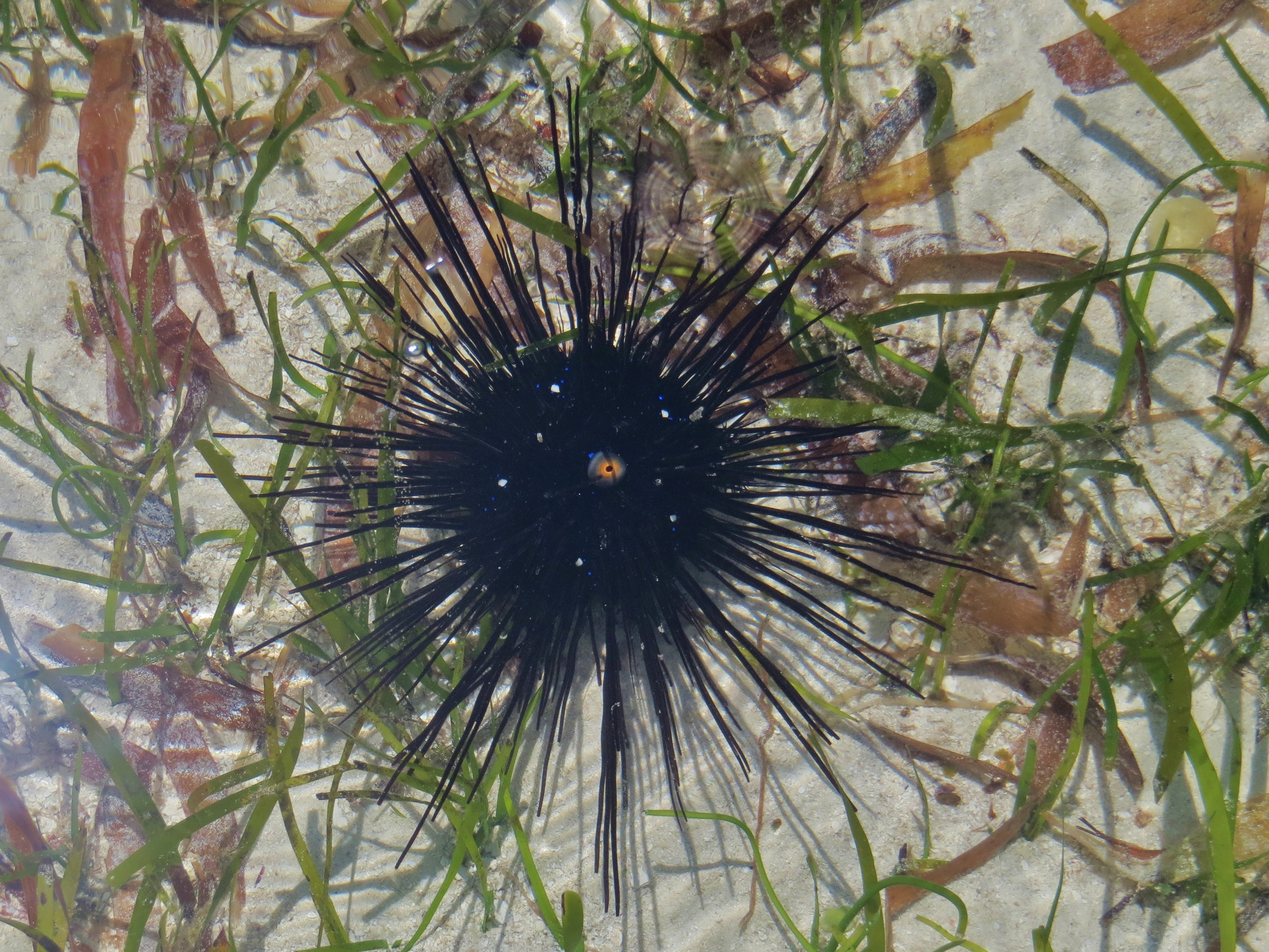
Diadema setosum.
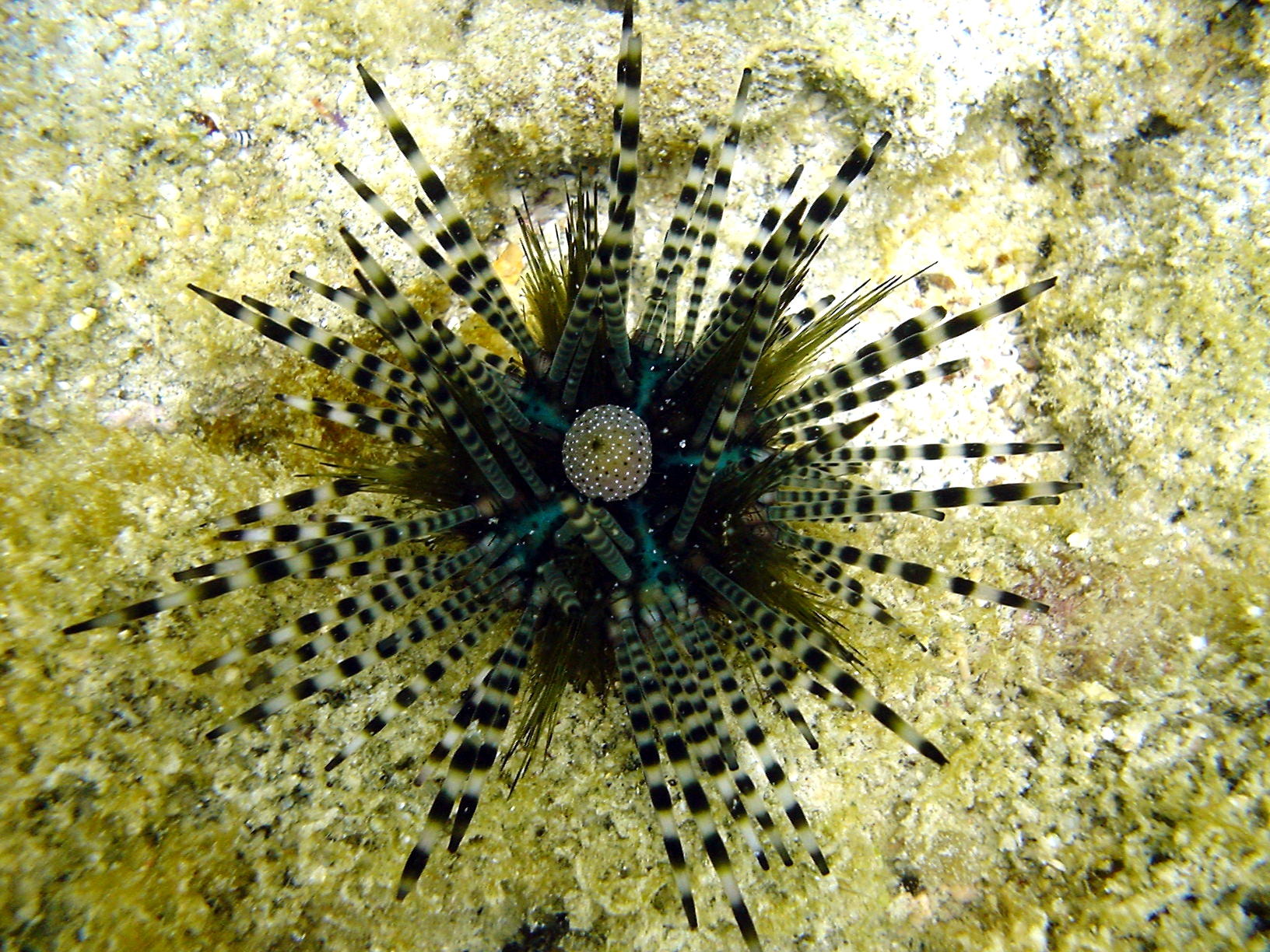
Echinothrix calamaris.